# 黃仲臺
黃仲臺（越南语：／；1888年—？年），越南阮朝官員。

## 生平
黃仲臺是廣平省廣寧府豐祿縣隆代總文羅社（今屬廣平省廣寧縣良寧社文羅村）人，同慶三年（1888年）出生，父親是協辦大學士黃煒。維新三年（1909年），參加承天場鄉試，考中舉人。次年（1910年），會試中格，庭試考中副榜。後任英山知府。